# Mesoleius thuringiacus
Mesoleius thuringiacus är en stekelart som beskrevs av HHeinrich Habermehl 1925.
Mesoleius thuringiacus ingår i släktet Mesoleius och familjen brokparasitsteklar. Inga underarter finns listade i Catalogue of Life.